# Gégény
Gégény ist eine ungarische Gemeinde im Kreis Kemecse im Komitat Szabolcs-Szatmár-Bereg.

## Geografische Lage
Gégény liegt 14 Kilometer nordöstlich der Kreisstadt Kemecse. Nachbargemeinden sind Demecser, Pátroha und Dombrád.

## Geschichte
Im Jahr 1870 gab es im Ort 112 Häuser und 740 Einwohner auf einer Fläche von 4518 Katastraljochen, im Jahr 1910 waren es 200 Häuser und 1500 Einwohner. Die Bewohner lebten hauptsächlich von der Landwirtschaft.
Nach dem Zweiten Weltkrieg gehörte Gégény zum Bezirk Kemecse, ab 1971 zum Bezirk Kisvárda. Seit 1990 ist Gégény eine eigenständige Gemeinde.

## Sehenswürdigkeiten
- Gedächtnispark
- László-Szilágyi-Stele
- Reformierte Kirche
- Römisch-katholische Kirche Magyarok Nagyasszonya, in der auch die Gottesdienste der griechisch-katholischen Gemeinde stattfinden

## Verkehr
Durch Gégény verläuft die Landstraße Nr. 3827, von der in östliche Richtung eine Nebenstraße nach Pàtroha abzweigt. Es bestehen Busverbindungen nach Dombrád. Weiterhin gibt es Zugverbindungen nach Záhony sowie über Nyíregyháza nach Debrecen.